# Sasbach (Ortenaukreis)
Sasbach è un comune tedesco di 5 404 abitanti, situato nel land del Baden-Württemberg, nel circondario dell'Ortenau. Si trova nella parte occidentale della Foresta Nera ed è composto da Sasbach e Obersasbach.

## Storia
Già circa 2000 anni fa esisteva un insediamento accanto alla strada romana. Dopo il ritiro dei Romani e l'immigrazione dei Alemanni, l'insediamento compare in un documento scritto a metà dell'VIII secolo.
Dal 1316 fece parte del principato vescovile di Strasburgo fino alla sua annessione al Margraviato di Baden nel 1803.
Il 27 luglio 1675, il maresciallo Turenne cadde nella battaglia di Sasbach.